# Yukarıbeydaş, Akçakale
Yukarıbeydaş là một xã thuộc huyện Akçakale, tỉnh Şanlıurfa, Thổ Nhĩ Kỳ. Dân số thời điểm năm 2011 là 1.203 người.